# Puerto Real Club de Fútbol
El Puerto Real Club de Fútbol es un club de fútbol de España de la ciudad de Puerto Real en Cádiz. Fue fundado en 1931 y milita en la Primera División Andaluza, la séptima categoría del fútbol español.

## Historia

### Antecedentes
El club se fundaría bajo el nombre de Juventud Artística Deportiva en 1931 y se le cambiaría el nombre a la actual denominación en 1948. Antes hubo otros equipos anteriores a la Juventud Artística Deportiva, como el Estrella F.C., Victoria F.C. y España F.C. de Puerto Real (de principios del siglo XX); Alfonso XIII F.C. y Deportivo F.C. (de principios de los años 1920); Andalucía F.C., Europa F.C., Esperanza F.C. y Juventud Española F.C. (de principios de los años 1930). Estos últimos disputaron la temporada 1929-1930 la «Copa Puerto Real».

### Temporada 1931-1932: Fundación
En 1931 se funda el Puerto Real C.F al inscribirse en el Gobierno Civil, pero con un escudo y nombre distintos. Este club jugó sus primeros 18 años de vida bajo el nombre de "Juventud Artística Deportiva".
Aunque el club se fundase en 1931 hasta el 21 de febrero de 1932 no jugaría su primer partido, partidos los cuales jugaba en el campo conocido como “Campo del Relleno” o “Campo de la Draga” situado cerca del actual paseo marítimo de la ciudad.

### Temporada 1948-1949: Primera temporada como Puerto Real C.F
Algunos medios afirman que el club se creó en el 1948, pero no es así, según el reglamento del Puerto Real se comenta que la sociedad cambió de nombre para conseguir nuevos objetivos y ser impulsado por la población.

### Primer ascenso a 3.ª división
En sus inicios el club jugaba en la división regional preferente (ya inexistente), pero no sería hasta la temporada 1955-1956 cuando conseguiría su primer ascenso. En esa temporada el Puerto Real quedó primero en su liga clasificándose así para la liguilla de ascenso a la Tercera División o permanencia en la Regional Preferente. Esta fase estaba formada por doce equipos, los primeros clasificados de Regional y los últimos de Tercera.

### Temporada 2006-2007 (75 aniversario)
En la temporada 2006-2007 se cumplieron 75 años de la fundación de la asociación juvenil que dio origen al Puerto Real Club de Fútbol.
Esta temporada la comenzó nuevamente en Tercera y con esta ya irían 31 temporadas en esta categoría. Finalizó el año en undécima posición.

## Estadio
El Puerto Real C.F ha jugado en cuatro campos distintos a lo largo de su historia, dos de ellos de su propiedad, ya que debido a sus dificultades económicas en los últimos años y los contratiempos a la hora de construir un nuevo terreno de juego para el equipo, han dado lugar que desde la temporada 2012/2013 el club dispute sus partidos como local en terrenos de juego bien propiedad del ayuntamiento de Puerto Real como es el caso del Municipal Del Río San Pedro, o bien propiedad del Cádiz Club de Fútbol cómo sería el caso de El Rosal.
- Campo del Relleno: fue el primer estadio del equipo y estuvo jugando hasta la temporada 1951-1952.
- Sancho Dávila: tenía un aforo de unos 6.000 espectadores, estuvo jugando en él hasta la temporada 2009-2010.

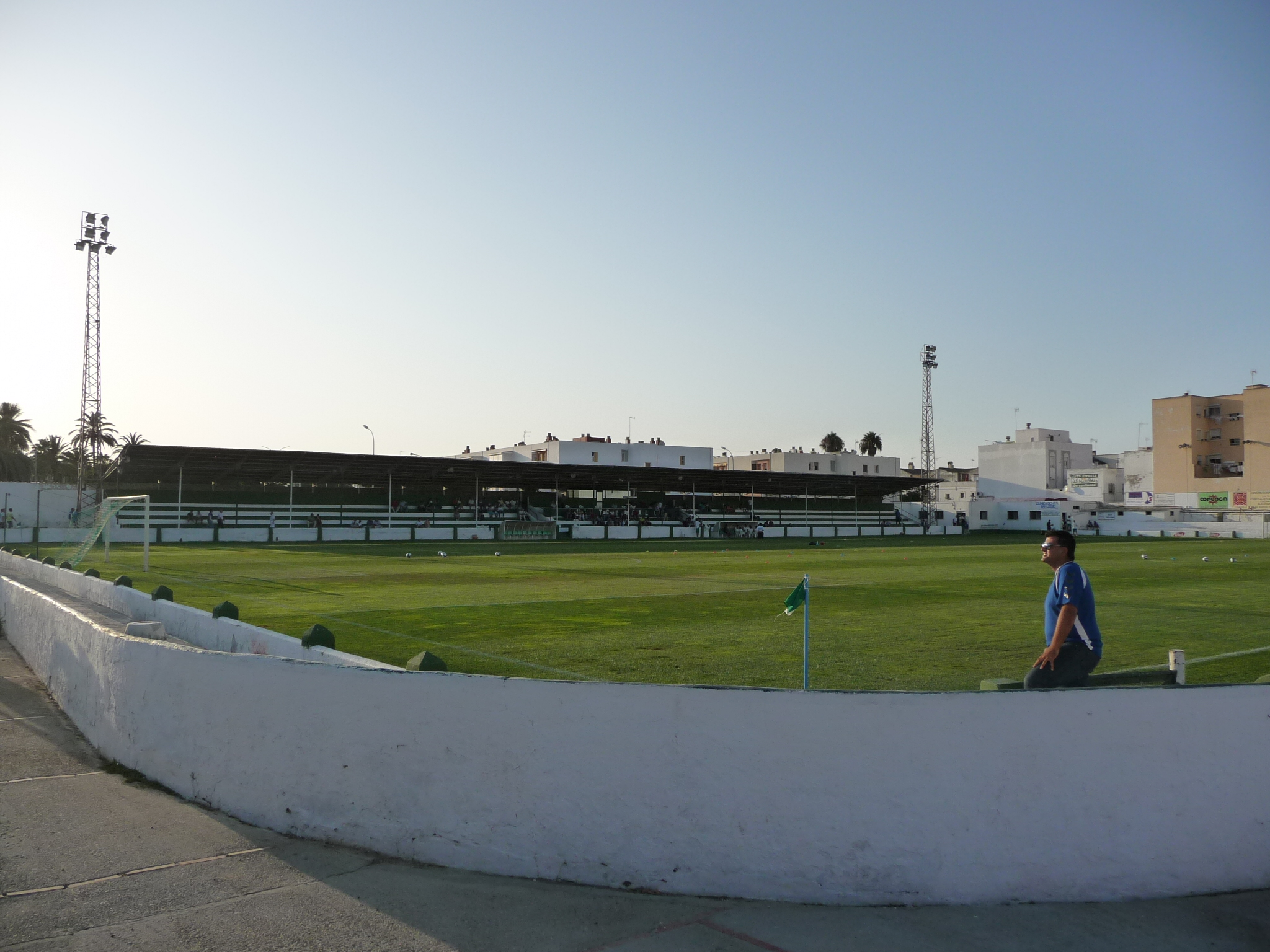
Estadio Sancho Dávila.

- Municipal Río San Pedro: Situado en la barriada del Río San Pedro. El club jugó sus partidos como local durante las temporadas 2012/2013, 2013/2014, 2014/2015 y 2016/2017. También lo usan otros equipos de fútbol base
- Ciudad Deportiva Bahía de Cádiz (El Rosal): Propiedad del Cádiz Club de Fútbol  el cual lo usa para sus entrenamientos. El equipo verdiblanco disputó sus encuentros como local durante las temporadas 2015/2016 y 2017/2018. Cuenta con una capacidad para 2500 personas.
- Virgen del Carmen: Tras las reformas en el albero cercano a la barriada de Las Canteras, en la temporada 2021-2022, tras tener que jugar fuera de la localidad esperando a que acabasen las obras, el club andaluz volvió a disfrutar de unas instalaciones cercanas al centro urbano de la villa.